# Diapasó

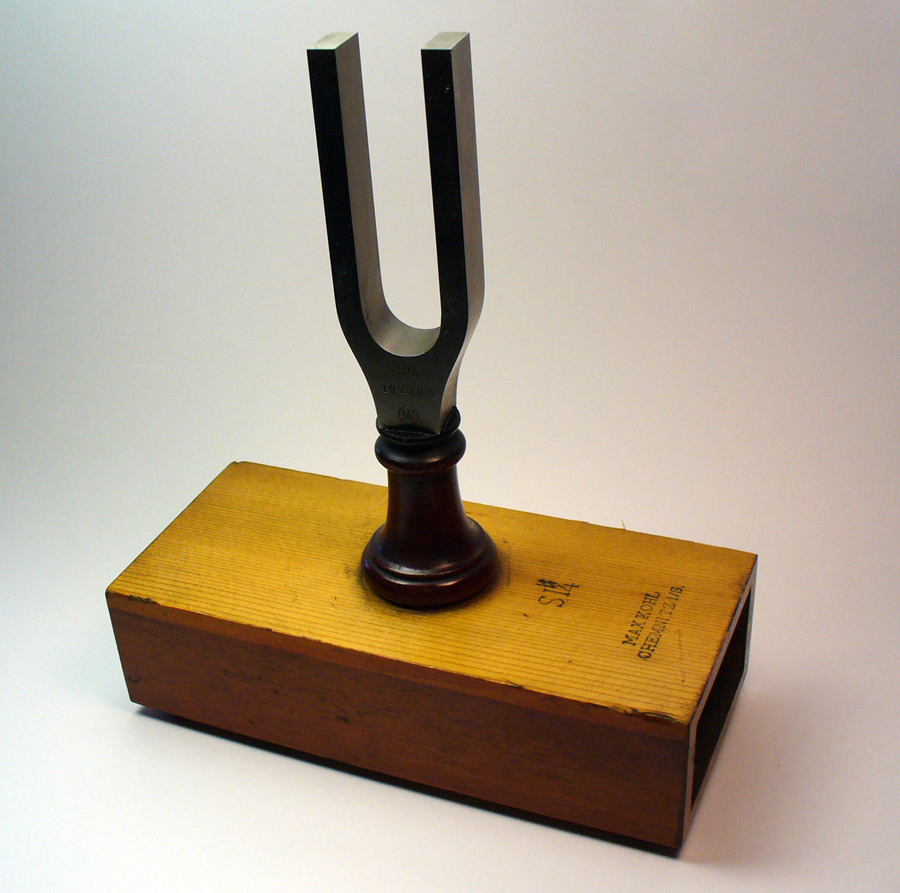
Diapasó amb caixa de ressonància

En música el terme diapasó pot tenir diferents significats. Etimològicament prové del grec i significa "totalment, a través de tots". Aquest era el nom que donaven els grecs a l'interval d'octava, ja que és el que conté totes les notes d'una escala.

## Definició
A continuació citarem alguns dels diversos significats de la paraula:
- Segons la teoria grega-medieval: diapasó = octava
- En anglès i francès: un registre d'orgue, principal o octava
- En l'orgue: relació entre el diàmetre i la llargada d'un tub. La mensura.
- En instruments de corda: part superior del màstil sobre el qual es premen les notes. El batedor.
- Diapasó normal: so que determina tota la sèrie de sons utilitzats per un instrument o conjunt d'instruments.
- Instrument utilitzat per fixar l'altura del so (de forquilla, de boca, electrònic...)

El diapasó de forquilla va ser inventat el 1711 pel trompetista anglès John Shore. Més tard, Rudolph Koenig, un científic parisenc el va perfeccionar i el va deixar tal com el coneixem avui en dia.
Aquest tipus de diapasó, la freqüència a què emet so és directament proporcional al diàmetre i inversament proporcional a la longitud al quadrat.
Els parcials que dona aquesta vibració són inharmònics o sobretons, que desapareixen ràpidament i només queda la fonamental.

## Història

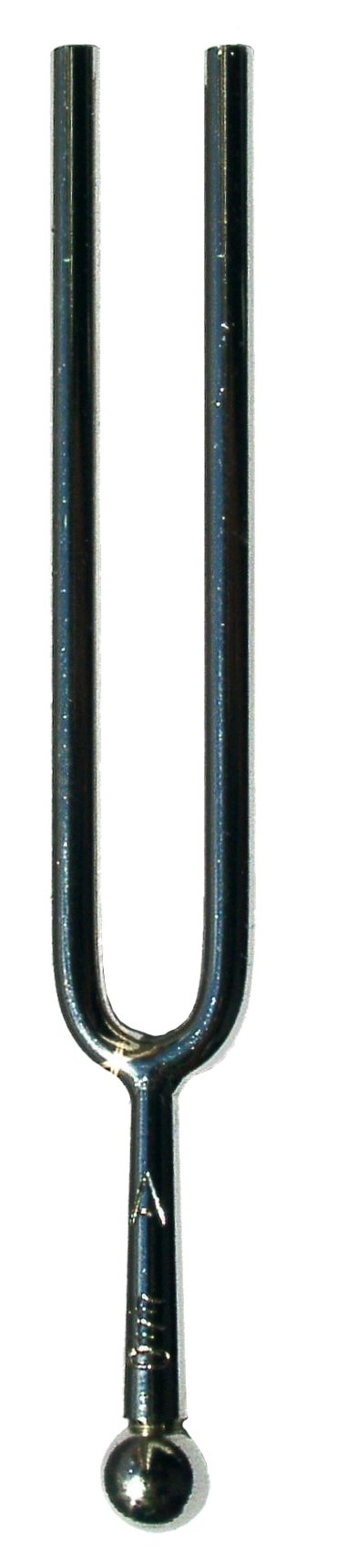
Diapasó de forquilla convencional

A continuació farem un petit repàs de la història de la normalització diapasó i de l'afinació dels instruments pels diferents països d'Europa.

### Edat mitjana
En aquesta època, si es disposava d'un orgue, el to es donava a partir d'aquest. En cas contrari, es donava a partir del so d'una campana.

### Seglexvii
Apareix el "sintagma musicum" que és una completa descripció dels intruments de l'època: mides, materials...
Durant aquesta època es produeix una progressiva normalització instrumental, fet que representa un dels factors que conduirà al classicisme.

#### Anglaterra
En aquest país existien 3 diapasons diferents:
- Altura domèstica: pels instruments de teclat i per la música de cambra. Era 3 semitons per sota de l'actual.
- Altura música vocal secular (l'òpera): aproximadament era el La actual de 440Hz.
- Altura de la música sagrada: dos semitons per sobre de l'actual.

#### Alemanya
A mitjans del segle xviii, un tractat per flauta estableix dos tons:
- Chorton: per l'església
- Kammerton: diapasó secular, per la música no religiosa. Era més baix degut a la utilització d'instruments de fabricació francesa. Hi havia una diferència de fins a dos tons.

En algunes cantates de Bach s'han trobat diferents tons d'escriptura per l'orgue i pels altres instruments degut a això.
Händel utilitzava un diapasó de 422,5 Hz.

#### França
M. Mersenne a la segona meitat del segle xvii publicà "Harmonia Universal" (1636-37). Era un tractat que donava informació sobre els instruments i la normalització de la freqüència de la primera nota de cada part d'una obra. Aquest sistema no es va utilitzar gaire perquè era molt poc pràctic.
Es va establir el diapasó normalitzador agafant com a referència el diapasó "da capella"

### Seglexix
Tot i els intents dels segles anteriors, no va ser fins al segle xix que hi va haver els primers intents seriosos de normalització científica:
- El 1834: se celebrà un congrés internacional de físics a Stuttgart i van establir el diapasó normal en el La a 440Hz.
- El 1858: a París, a partir d'un decret del govern es va establir el diapasó de 435Hz a 15 °C (que equival a 439Hz a 20 °C)
- El 1885: congrés internacional a Viena, on es va decretar el mateix que a París el 1858.

Finalment, el 1969 es van celebrar 3 reunions, a Salzburg, Florència i Toledo i es va fixar el diapasó normal a 440Hz a 20 °C.

## Importància de la normalització del diapasó
- Pels instruments històrics com els de corda i els orgues.
- Per a la construcció de nous instruments: el fabricant ha de saber a quin diapasó funcionen.
- Per la veu humana.
- Pels mitjans de radiodifusió.

## Diapasons existents al mercat (1930)
- Diapasó normal 435Hz
- Americà a 440Hz
- Vienès a 444Hz
- Anglès alt a 451Hz
- Austríac alt a 460,85Hz
- De Praga a 467,5Hz